# 阿海珐
阿海珐（AREVA）是法国一家国有核能与可再生能源公司，阿海琺大部分股份是由法國政府控制。在全球核电业中排首位，总部位于巴黎拉德芳斯。
阿海琺是於2001年與德國西门子公司核電部門合併而建立；它开发出欧洲压水反应堆（EPR），一种先进的第三代压水反应堆。2011年，阿海琺年營業額為89億歐元，年底总订单为456亿欧元，员工48000人。
公司新成立的专注于核燃料循环的公司，新阿海法在2018年更名欧安诺。

## 歷史
阿海琺早於1958年就已成立。當時是由法國施耐德電氣聯同美國西屋電氣等公司，組成一家名為Framatome的公司，旨在在歐洲發展和興建核電廠。到1971年，西屋電氣把股權售予法國公司Creusot-Loire，而後者則獲約66%股權。
阿海珐公司早在1980年代中就与中国合作，共建大亚湾核电站，随后是岭澳核电站。
2001年4月3日，Framatome公司與德國西门子公司集團核能部門合併，成為阿海琺。至2009年，西門子把手中所有股權出售。

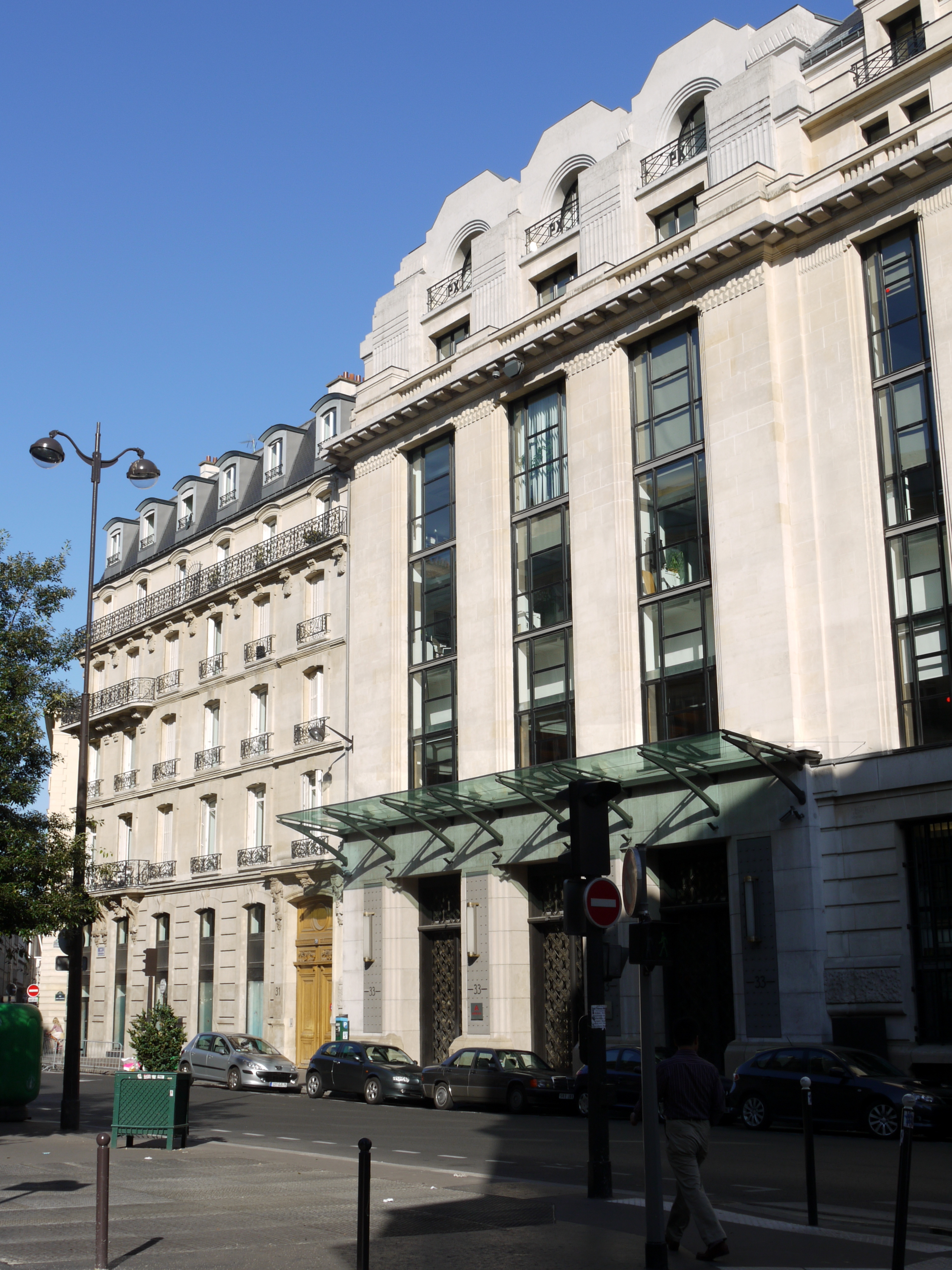
阿海珐的前總部大樓，位於巴黎拉法葉街33號（33 rue Lafayette）。

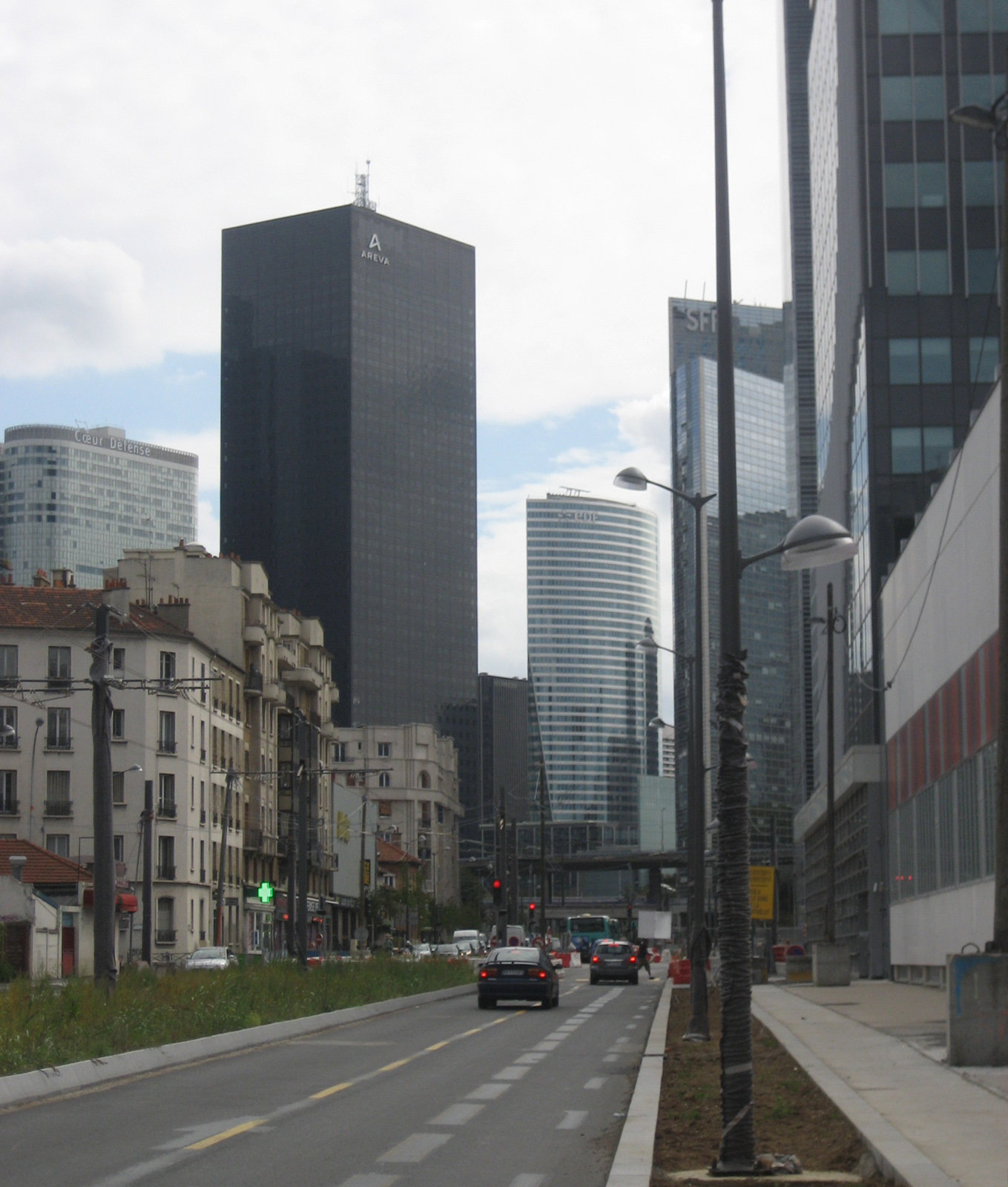
阿海珐的總部阿海珐大樓，位於拉德芳斯。

2006年阿海琺成立可再生能源部門。

## 事件
2014年12月28日，台灣核一廠發現1束燃料組件有把手鬆脫情形。這是全世界首次出現核能燃料束把手鬆脫的意外，肇因確定是生產製造瑕疵，維修成本將向阿海珐求償。

## 参看
- 欧洲原子能共同体
- 世界核工业情况报告（英语：World Nuclear Industry Status Report）